# Amblyoponinae
Amblyoponinae este o subfamilie de furnici din grupul subfamiliilor poneromorfe care conține 13 genuri existente și un gen dispărut. Furnicile din această subfamilie sunt în mare parte prădători subterani specializați. Lucrătorii adulți străpung integumentul larvelor lor pentru a imbibe hemolimf, câștigându-le nume comun furnicile Dracula.

## Identificare
Amblyoponinae se caracterizează prin aceste caracteristici ale lucrătorilor: ochi mici sau absenți, situat în spatele mijlocul vârstei de partea capului; marginea anterioară a clypeului cu setae dentiform specializate; sutura promesonotală flexibilă; petiol foarte larg atașat la segmentul abdominal 3 și fără o față posterioară distinctă; postpetiol absent; ințepătura prezentă și bine dezvoltată.

## Sistematică
Subfamilia a fost considerată anterior un trib în Ponerinae, dar a fost ridicată la propria subfamilie în 2003 când Barry Bolton a împărțit Ponerinae în șase subfamilii.
- Amblyoponinae Forel, 1893
  - Amblyoponini Forel, 1893
    - Adetomyrma Ward, 1994
    - Amblyopone Erichson, 1842
    - †Casaleia Pagliano & Scaramozzino, 1990
    - Fulakora Mann, 1919
    - Myopopone Roger, 1861
    - Mystrium Roger, 1862
    - Onychomyrmex Emery, 1895
    - Prionopelta Mayr, 1866
    - Stigmatomma Roger, 1859
    - Xymmer Santschi, 1914